# Деда Мраз 3: Одбегли деда
Деда Мраз 3: Одбегли деда (енгл. The Santa Clause 3: The Escape Clause) америчка је божићна филмска комедија. Режирао га је Мајкл Лембек, а продуценти су Роберт Невмајер и Брајан Рајли. Наставак је филма Деда Мраз 2. У филму глуме Тим Ален, Eлизабет Мичел, Судија Рајнхолд, Венди Крусон, Ен-Маргрет, Ерик Лојд, Спенсер Бреслин, Лилијана Мами, Алан Аркин и Мартин Шорт. Глумачкој екипи у овом делу недостаје Дејвид Крамхолц, који је глумио Бернарда, због чега је Кертис (Спенсер Бреслин), који је раније био помоћник главног вилењака, унапређен на његову бившу функцију.
Филм је објављен у биоскопима 3. новембра 2006. године у Сједињеним Америчким Државама, а 24. новембра у Великој Британији.

## Радња
Прошло је дванаест година од како је Скот Kалвин (Тим Ален) постао Деда Мраза и оженио се Карол Невман, која је сада постала учитељица на Северном полу. На Бадњак, она групи младих вилењака препричава причу из свог живота са Скотом док је очекивала њихово прво дете. Скот позива Силвију (Ен-Маргрет) и Буда Њумана (Алан Аркин) на Северни пол, заједно са својом бившом супругом Лауром (Венди Крусон), њеним супругом Нилом (Судија Рајнхолд), њиховом ћерком Луси (Лилијана Мами) и Скотовим сином Чарлијем (Ерик Лојд). У међувремену, Скот је позван на састанак Савета легендарних фигура, који се састоји од Мајке природе, Оца Времена, Купидона, Ускршњег зеке, Виле зубић и Пешчаника, поводом понашања Џека Фроста (Мартин Шорт), који је љубоморан зато што не постоји ниједан празник или посебна прилика у његову част. Будући да се промовише током божићне сезоне, Мајка природа предлаже санкције против њега. Када Скот каже да је заузет доласком Каролиних родитеља и да је забринут јер се брине да они не открију да је Деда Мраз, Џек Фрост предлаже да се посвети друштвено корисном раду на Северном полу. Наводи да би тако желео да помогне Скоту и вилењацима да представе Северни пол као Канаду, пошто Каролини родитељи верују да је Скот произвођач играчака у Канади. Немајући други излаз, Скот пристаје.
Ипак, прави циљ Фроста је да превари Деда Мраза да се одрекне свог положаја. Када вилењак Кертис (Спенсер Бреслин) случајно открије „формулу за бекство“, Фрост се ушуња у Деда Мразову дворану снежних кугли и украде ону у којој је Скот као Деда Мраз. Ако Скот држи куглу и каже: „Волео бих да никада уопште нисам био Деда Мраз“, вратиће се у прошлост и поништити своју каријеру као Деда Мраза. Када Луси то открије, Фрост замрзне њене родитеље, а њу закључа у ормар. Затим направи ситуацију због којих Скот мисли да мора да поднесе оставку да би ствари постале боље.
Фрост превари Скота да каже тајну формулу и обојица су послати у Скотово предње двориште 1994. године, када је Скот случајно проузроковао Деда Мразов пад са крова и морао да га замени. Фрост намерно опет проузрокује пад оригиналног Деда Мраза и облачи његов капут пре Скота, претварајући се тако у новог Деда Мраза. Скот је враћен у садашњост, где је био директор своје старе компаније последњих дванаест година и посао му је приоритет над породицом. Скот, такође, сазнаје да су се Лаура и Нил развели, а Карол се одселила пре неколико година.
Скот одлази да пронађе Луси и Нила који одмарају на Северном полу, који је Фрост претворио у туристичко одмаралиште. Божић је сада „Фростмас“, вилењаци су радници, ирваси су затворени у зоолошки врт, деца су плаћена да буду на лепој листи, иако су несташна и захтевају своје поклоне које родитељи купују. Када Скот пронађе Луси и Нила, Нил изјављује да Чарли није желео да му он буде отац, што је изазвало развод између њега и Лауре. Скот тражи начин како да уништи формулу и врати све у нормалу.

## Улоге
| Глумац          | Улога         |
| --------------- | ------------- |
| Тим Ален        | Скот Kалвин   |
| Eлизабет Мичел  | Карол Невман  |
| Судија Рајнхолд | Нил Милер     |
| Венди Крусон    | Лаура         |
| Ен-Маргрет      | Силвија Њуман |
| Ерик Лојд       | Чарли         |
| Спенсер Бреслин | Кертис        |
| Лилијана Мами   | Луси          |
| Алан Аркин      | Буд Њуман     |
| Мартин Шорт     | Џек Фрост     |

## Снимање
Филм је у потпуности снимљен у Дауну.
Објављен на стандардном ДВД-у и Блу-реј диску 20. новембра 2007. Видео игра објављена је 1. новембра 2006.

## Популарност
Деда мраз 3: Одбегли деда је зарадио 84.500.122 долара у Северној Америци, а 110.768.122 долара у свету. Први део зарадио је 189.833.357 долара широм света у биоскопима, док је други део зарадио 172.855.065 долара.
Прва два дела постигла су успех у биоскопима током викенда отварања, а Деда мраз 3: Одбегли деда завршио је на првом месту.

## Критика
Ротен томејтоуз је на основу 66 критика оценио филм са просечном оценом 3,69 од 10. Метакритик је на основу 17 критика оценио филм са просечном оценом 32 од 100, што указује на генерално неповољне критике. CinemaScore оценио је филм са просечном оценом Б+, на скали од А+ до Ф.

## Награде
| Награда               | Категорија               | Глумац                   | Резултат   |
| --------------------- | ------------------------ | ------------------------ | ---------- |
| Награда Златна малина | Најгори глумац           | Тим Ален                 | Номинација |
| Награда Златна малина | Најгори филмски пар      | Тим Ален                 | Номинација |
| Награда Златна малина | Најгори филмски пар      | Мартин Шорт              | Номинација |
| Награда Златна малина | Најгори споредни глумац  | Мартин Шорт              | Номинација |
| Награда Златна малина | Најгори наставак         | Најгори наставак         | Номинација |
| Награда Златна малина | Најгора породична забава | Најгора породична забава | Номинација |